# Atletismo nos Jogos Olímpicos de Verão de 2008 - 3000 m com obstáculos feminino
A competição dos 3000 metros com obstáculos feminino nos Jogos Olímpicos de Verão de 2008 aconteceu entre os dias 15 e 17 de agosto no Estádio Nacional de Pequim. O padrão classificatório foi de 9:46.00 (padrão A) e 9:55.00 (padrão B).
Originalmente a russa Yekaterina Volkova obteve a medalha de bronze, mas foi desclassificada em 26 de outubro de 2016 após a reanálise de seu teste antidoping acusar o uso da substância turinabol. A medalha foi realocada para a também russa Tatyana Petrova Arkhipova.

## Medalhistas
| Ouro   | RUS Gulnara Samitova-Galkina  |
| Prata  | KEN Eunice Jepkorir           |
| Bronze | RUS Tatyana Petrova Arkhipova |

## Recordes
Antes desta competição, os recordes mundiais e olímpicos da prova eram os seguintes:
| Tipo | Atleta                   | Tempo   | Local     | Data               |
| ---- | ------------------------ | ------- | --------- | ------------------ |
|      | Gulnara Samitova-Galkina | 9:01.59 | Heraclião | 4 de julho de 2004 |
|      | (evento novo)            | —       | —         | —                  |

## Resultados

### Eliminatórias
Regras de qualificação: os primeiros quatro de cada Eliminatória (Q) e os terceiros seguintes mais rápidos (q) avançaram para a Final.
| #  | Eliminatória | Nome                      | País               | Tempo    | Notas |
| -- | ------------ | ------------------------- | ------------------ | -------- | ----- |
| 1  | 1            | Gulnara Galkina-Samitova  | RUS Rússia         | 9:15.17  | Q     |
| 2  | 1            | Ruth Bisibori Nyangau     | KEN Quênia         | 9:19.75  | Q     |
| 3  | 3            | Eunice Jepkorir           | KEN Quênia         | 9:21.31  | Q     |
| 4  | 1            | Wioletta Frankiewicz      | POL Polônia        | 9:21.88  | Q, SB |
| 5  | 3            | Marta Domínguez           | ESP Espanha        | 9:22.11  | Q     |
| 6  | 1            | Cristina Casandra         | ROU Romênia        | 9:22.38  | Q, NR |
| 7  | 3            | Yekaterina Volkova        | RUS Rússia         | 9:23.06  | Q     |
| 8  | 1            | Habiba Ghribi             | TUN Tunísia        | 9:25.50  | q, NR |
| 9  | 3            | Zemzem Ahmed              | ETH Etiópia        | 9:25.63  | Q, PB |
| 10 | 3            | Elena Romagnolo           | ITA Itália         | 9:27.48  | q, NR |
| 11 | 3            | Anna Willard              | USA Estados Unidos | 9:28.52  | q     |
| 12 | 2            | Tatyana Petrova Arkhipova | RUS Rússia         | 9:28.85  | Q     |
| 13 | 2            | Roisin McGettigan         | IRL Irlanda        | 9:28.92  | Q, SB |
| 14 | 1            | Helen Clitheroe           | GBR Grã-Bretanha   | 9:29.14  | NR    |
| 15 | 2            | Jennifer Barringer        | USA Estados Unidos | 9:29.20  | Q     |
| 16 | 2            | Zulema Fuentes-Pila       | ESP Espanha        | 9:29.40  | Q, PB |
| 17 | 1            | Zhu Yanmei                | CHN China          | 9:29.63  | PB    |
| 18 | 3            | Antje Möldner             | GER Alemanha       | 9:29.86  | NR    |
| 19 | 3            | Rasa Troup                | LTU Lituânia       | 9:30.21  | NR    |
| 20 | 2            | Jéssica Augusto           | POR Portugal       | 9:30.23  |       |
| 21 | 3            | Donna MacFarlane          | AUS Austrália      | 9:32.05  |       |
| 22 | 3            | Sara Moreira              | POR Portugal       | 9:34.39  |       |
| 23 | 2            | Ancuţa Bobocel            | ROU Romênia        | 9:35.31  |       |
| 24 | 1            | Lindsey Anderson          | USA Estados Unidos | 9:36.81  |       |
| 25 | 2            | Sophie Duarte             | FRA França         | 9:38.08  |       |
| 26 | 1            | Mekdes Bekele             | ETH Etiópia        | 9:41.43  |       |
| 27 | 1            | Fionnuala Britton         | IRL Irlanda        | 9:43.57  | SB    |
| 28 | 1            | Valentyna Horpynych       | UKR Ucrânia        | 9:43.95  |       |
| 29 | 1            | Rosa Morató               | ESP Espanha        | 9:45.33  |       |
| 30 | 2            | Sofia Assefa              | ETH Etiópia        | 9:47.02  |       |
| 30 | 3            | Katarzyna Kowalska        | POL Polônia        | 9:47.02  |       |
| 32 | 1            | Victoria Mitchell         | AUS Austrália      | 9:47.88  |       |
| 33 | 1            | Türkan Erismis            | TUR Turquia        | 9:48.54  |       |
| 34 | 1            | Clarisse Cruz             | POR Portugal       | 9:49.45  |       |
| 35 | 1            | Minori Hayakari           | JPN Japão          | 9:49.70  |       |
| 36 | 3            | Barbara Parker            | GBR Grã-Bretanha   | 9:51.93  |       |
| 37 | 1            | Widad Mendil              | ALG Argélia        | 9:52.35  |       |
| 38 | 2            | Muna Durka                | SUD Sudão          | 9:53.09  |       |
| 39 | 2            | Veerle Dejaeghere         | BEL Bélgica        | 9:54.65  |       |
| 40 | 2            | Hanane Ouhaddou           | MAR Marrocos       | 9:56.41  |       |
| 41 | 2            | Veronica Nyaruai          | KEN Quênia         | 10:01.69 |       |
| 42 | 3            | Li Zhenzhu                | CHN China          | 10:04.05 |       |
| 43 | 2            | Oxana Juravel             | BLR Bielorrússia   | 10:04.38 |       |
| 44 | 2            | Aslı Çakır                | TUR Turquia        | 10:05.76 |       |
| 45 | 3            | Inna Poluškina            | LAT Letônia        | 10:18.60 |       |
| 46 | 2            | Irini Kokkinariou         | GRE Grécia         | 10:22.39 |       |
| 47 | 2            | Zhao Yanni                | CHN China          | 10:36.77 |       |
| —  | 3            | Korene Hinds              | JAM Jamaica        | DNF      |       |
| —  | 2            | Mardrea Hyman             | JAM Jamaica        | DNF      |       |
| —  | 3            | Dobrinka Shalamanova      | BUL Bulgária       | DNF      |       |
| —  | 2            | Zenaide Vieira            | BRA Brasil         | DNF      |       |

### Final
| #                 | Nome                      | País               | Tempo   | Notas  |
| ----------------- | ------------------------- | ------------------ | ------- | ------ |
| Medalha de ouro   | Gulnara Samitova-Galkina  | RUS Rússia         | 8:58.81 | WR     |
| Medalha de prata  | Eunice Jepkorir           | KEN Quênia         | 9:07.41 | AR     |
| Medalha de bronze | Tatyana Petrova Arkhipova | RUS Rússia         | 9:12.33 | SB     |
| 4                 | Cristina Casandra         | ROU Romênia        | 9:16.85 | NR     |
| 5                 | Ruth Bisibori Nyangau     | KEN Quênia         | 9:17.35 | PB     |
| 6                 | Zemzem Ahmed              | ETH Etiópia        | 9:17.85 | NR     |
| 7                 | Wioletta Frankiewicz      | POL Polônia        | 9:21.76 | SB     |
| 8                 | Jennifer Barringer        | USA Estados Unidos | 9:22.26 | AR     |
| 9                 | Anna Willard              | USA Estados Unidos | 9:25.63 |        |
| 10                | Elena Romagnolo           | ITA Itália         | 9:30.04 |        |
| 11                | Zulema Fuentes-Pila       | ESP Espanha        | 9:35.16 |        |
| 12                | Habiba Ghribi             | TUN Tunísia        | 9:36.43 |        |
| 13                | Roisin McGettigan         | IRL Irlanda        | 9:55.89 |        |
| —                 | Marta Domínguez           | ESP Espanha        | DNF     |        |
| —                 | Yekaterina Volkova        | RUS Rússia         | 9:07.64 | SB DSQ |

Legenda
| Recorde mundial      | Recorde mundial (World record)               |                       | Recorde africano                      | Recorde africano (African) |                                           | Q | Classificado por posição (Qualified) |
| Recorde olímpico     | Recorde olímpico (Olympic record)            | Recorde da América    | Recorde da América (Americas)         | q                          | Classificado por melhor tempo (Qualified) |   |                                      |
| Melhor marca do ano  | Melhor marca do ano (World leading)          | Recorde asiático      | Recorde asiático (Asian)              | DNS                        | Não largou (Did not start)                |   |                                      |
| Recorde nacional     | Recorde nacional (National record)           | Recorde europeu       | Recorde europeu (European)            | DNF                        | Não terminou (Did not finish)             |   |                                      |
| Recorde pessoal      | Recorde pessoal do atleta (Personal best)    | Recorde da Oceania    | Recorde da Oceania (Oceania)          | DSQ / DQ                   | Desclassificado (Disqualified)            |   |                                      |
| Recorde da temporada | Recorde da temporada do atleta (Season best) | Recorde sul-americano | Recorde sul-americano (South America) | NM                         | Sem marca (No mark)                       |   |                                      |